# Maretiidae
De Maretiidae zijn een familie van zee-egels (Echinoidea) uit de orde Spatangoida.

## Geslachten
- Amoraster McNamara & Ah Yee, 1989 †
- Granobrissoides Lambert, 1920
- Gymnopatagus Döderlein, 1901
- Hemimaretia Mortensen, 1950
- Homolampas A. Agassiz, 1874
- Maretia Gray, 1855
- Mariania Airaghi, 1901 †
- Mazettia Lambert & Thiéry, 1915 †
- Murraypneustes Holmes, Yee & Krause, 2005 †
- Nacospatangus A. Agassiz, 1873
- Pycnolampas A. Agassiz & H.L. Clark, 1907
- Spatagobrissus H.L. Clark, 1923
- Tripatagus Zachos, 2012 †